# Раад Хаммуді
Раад Хаммуді Сальман аль-Дулаймі (араб. رعد حمودي سلمان الدليمي; нар. 1 травня 1958, Багдад, Ірак) — іракський футболіст, виступав на позиції воротаря. У складі збірної Іраку брав участь в Олімпійських іграх 1984 року, був капітаном команди на чемпіонаті світу 1986 року.
З 2009 року — президент НОК Іраку.

## Клубна кар'єра
Раад Хаммуді розпочав футбольну кар'єру, виступаючи за шкільні команди Багдада. У 1971 році він став гравцем команди «Кулія аш-Шорта». Разом з командою виграв Дугий дивізіон чемпіонату Іраку. Зі створенням іракської ліги в 1974 році була перетворена в Спортивний клуб «Аш-Шорта», команда об'єдналася з «Шурта Аль-Наджда» та «Спортивним клубом „Аль-Шурта“». За цю команду Хаммуді грав протягом всієї своєї кар'єри, починаючи з сезону 1979/80 був її капітаном. У сезоні 1977/78 дійшов з командою до фіналу кубку, а сезоні 1979/80 став чемпіоном країни.
У 1977 році Раад Хаммуді був визнаний найкращим спортсменом Іраку. 
Протягом кар'єри виконав три пенальті, два з яких реалізував, а в одному випадку — схибив. Раад був обраний 7-м найкраим футболістом в історії «Аль-Шорти».

## Кар'єра в збірній
Дебютував за національну збірну в 1976 році в поєдинку проти Туреччини. Першим його великим турніром став Кубок Перської затоки 1976, на якому збірна Іраку дійшла до фіналу, поступившись господарям змагань, збірній Кувейту. Пізніше Хаммуді взяв участь у Кубку Азії, на цьому турнірі іракці зайняли четверте місце.
На Кубку Перської затоки 1979 року Хаммуді допоміг своїй команді здобути перемогу, а також був названий найкращим воротарем турніру. Через 5 років, на Кубку Перської затоки 1984 року Хаммуді знову входив до складу переможної іракської збірної, але основним воротарем команди на турнірі був Абдул-Фатах Насіф.
Хаммуді виступав за збірну Іраку на Азійських іграх двічі: в 1978 (4-е місце) і 1982 роках, коли іракські футболісти здобули на турнірі перемогу. Також представляв Ірак на Олімпійських іграх 1984 року, де провів всі три матчі. На чемпіонаті світу 1986 року був капітаном збірної Іраку, взяв участь у двох матчах: проти збірних Парагваю та Бельгії.

## Досягнення

### Клубні
- Прем'єр-ліга (Ірак)
  -  Чемпіон (1): 1979/80

- Кубок Іраку
  -  Фіналіст (1): 1977/78

### У збірній
- Кубок націй Перської затоки
  -  Володар (2): 1979, 1984

- Азійські ігри
  -  Володар (1): 1982

- Переможець Панарабських ігор: 1985

### Особисті
- Найкращий воротар Кубка націй Перської затоки: 1979
- Найкращий спортсмен Іраку: 1977

## По завершенні кар'єри
Після закінчення ігрової кар'єри, Раад Хаммуді з 2003 по 2009 рік був президентом клубу «Аль-Шорта», після чого очолив НОК Іраку.